# Willem van Loon (politicus)

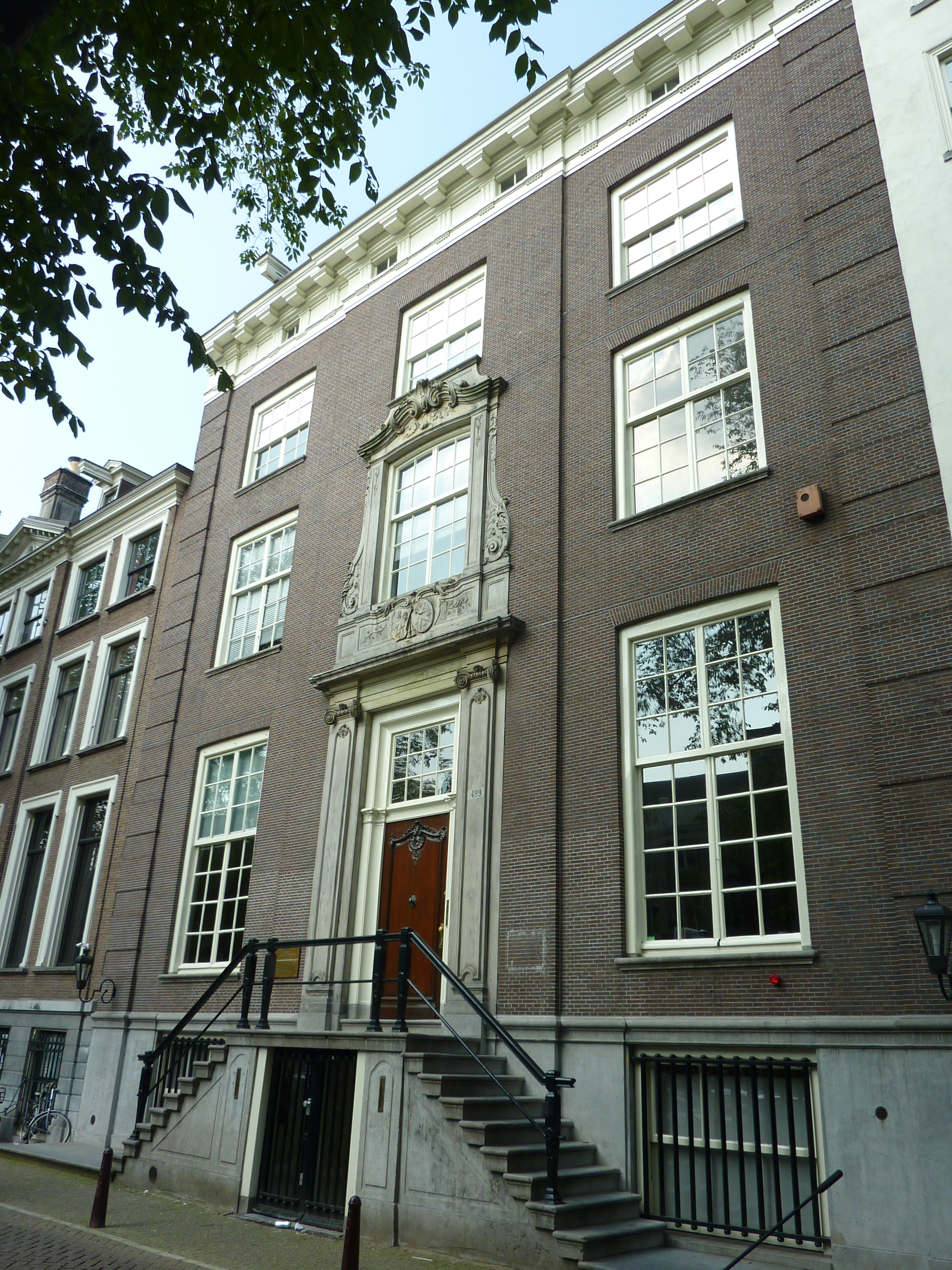
Herengracht 499, Amsterdam

Willem van Loon (Amsterdam, 20 september 1794 – De Vuursche, 11 oktober 1847) was een Nederlandse rentenier en politicus. 

## Biografie
Willem van Loon is een telg uit het Amsterdamse regentengeslacht Van Loon en een zoon van jhr. mr. Jan Willem van Loon (1767-1839) en Philippina Constancia Isabella van Weede (1772-1842), telg uit het geslacht Van Weede. Toen zijn vader in 1822 in de adelstand werd verheven, verkreeg hij het predicaat van jonkheer. 
Willem van Loon huwde in 1815 de kunstverzamelaarster Annewies van Winter (1793-1877), een dochter van de rijke koopman-dichter Pieter van Winter (1745-1807) en diens tweede vrouw Anna Louise van der Poorten (1752-1800). In het huwelijksjaar werden zij beiden geschilderd door Charles Howard Hodges. Ze gingen wonen op Herengracht 499 Amsterdam, een huis dat door zijn gelijknamige grootvader Willem van Loon (1707-1783) was gebouwd na zijn huwelijk in 1735 met Elisabeth de With (1714-1755) en wier familiewapens aan de voorgevel zijn aangebracht. Kort na hun huwelijk kochten zij de buitenplaats Schaep en Burgh in het Noord-Hollandse 's-Graveland. Uit dit huwelijk kwamen elf kinderen voort; zij zijn de voorouders van de enige nog levende telg van het adellijke geslacht. Van Loon overleed bij een wandeling over de hei bij de Lage Vuursche.

### Statenlid
Van 1825 tot 1827 was Van Loon lid van Provinciale Staten van Holland namens Naarden.
Hierna was hij van 1 juli 1827 tot 11 oktober 1847 lid van Provinciale Staten van Holland voor de stad Amsterdam. Zijn periode als Statenlid werd in 1840 onderbroken tussen 5 augustus 1840 en 5 september 1840 toen hij buitengewoon lid werd van de Tweede Kamer der Staten-Generaal.

### Bankdirecteur
Van 1841 tot 11 oktober 1847 was Van Loon lid van de raad van commissarissen van De Nederlandsche Bank.

### Schilderijen
Na het overlijden van Pieter Winter erfde Willems vrouw Annewies de helft van diens schilderijencollectie. Tot de omvangrijke collectie behoorden de portretten die Rembrandt schilderde van Marten en Oopjen. 's Winters hingen deze in het huis van Van Loon op Herengracht 499, in het voorjaar werden ze met de trekschuit van het stadspaleis aan de Herengracht verplaatst naar hun buitenverblijf Schaep en Burgh in 's-Graveland.

## Trivia
- In 1824 won Van Loon honderdduizend gulden in een loterij. Een deel van het geld werd besteed aan een 120-delig zilveren tafelservies en kandelaars.[4]
- De familie Van Loon had ook informele omgang met het Koninklijk Huis. Na het overlijden van Willem ontving de weduwe een handgeschreven condoleance van alle afzonderlijke leden van het Koninklijk Huis.